# Grupa Armii F
Grupa Armii F (niem. Heeresgruppe F) – grupa armii III Rzeszy, podczas II wojny światowej.
Jednostka została utworzona 12 sierpnia 1943 w XIII okręgu obronnym koło Bayreuth. 26 sierpnia 1943, dowództwo nad Grupą Armii F, objął feldmarszałek Maximilian von Weichs, z siedzibą w stolicy Jugosławii – Belgradzie. 

25 marca 1945 GA F została rozwiązana.

## Struktura organizacyjna
listopad 1943:
- 2 Armia Pancerna
- Grupa Armii E
- żołnierze z Militärbefehlshaber Südost, gen. piech. Hansa Felbera

lipiec 1944:
- 2 Armia Pancerna
- Grupa Armii E
- żołnierze z Militärbefehlshaber Südost, gen. piech. Hansa Felbera

Dodatkowo podczas obrony Serbii w starciach uczestniczyła Grupa Armijna Serbia, dowodzona przez gen. piech. Hansa Felbera.